# 蔽果金腰
蔽果金腰（学名：Chrysosplenium absconditicapsulum）为虎耳草科金腰属下的一个种。

## 扩展阅读
- 維基物種上的相關：蔽果金腰